# Дырджан, Траян
Траян Дырджан (рум. Traian Darjan; 18 ноября 1920, Сомешени, Королевство Румыния (ныне жудец Клуж, Румыния) — 25 февраля 1945, Дубравы (ныне район Детва, Банска-Бистрицкий край, Словакия)) — румынский военный лётчик, ас. Национальный герой Румынии.

## Биография
Из крестьян. Окончил 4 класса школы, рано осиротел. С 14 лет работал. В декабре 1939 года окончил Школу гражданской авиации.
В 1940-1942 года учился на курсах Военного училища унтер-офицеров, где получил лицензию военного лётчика и звание лётчика-адъютанта. В составе 9-й истребительной группы в сентябре 1943 года был отправлен на Восточный фронт. К концу года провёл 90 вылетов, сбив при этом три советских самолёта. До лета 1944 года участвовал во многих боевых вылетах, пополняя счёт сбитых советских и американских самолетов.
С августа 1944 года воевал на стороне антигитлеровской коалиции. 22 августа 1944 года в воздушном бою с группой советских самолетов к югу от Ясс, адъютант Траян Дырджан был взят в плен русскими частями, но освобождён и 30 сентября 1944 года прибыл в часть на авиабазу на аэродроме Турнишор недалеко от Сибиу.
Участвовал в освобождении Северной Трансильвании. Вместе со своей эскадрильей поддерживал с воздуха румынскую армию, начатую наступление на противника. Принял участие в боях в Венгрии и Чехословакии.
Совершил 176 боевых вылетов. Сбил лично	11 самолётов противника и 8	в группе.
Погиб в бою 25 февраля 1945 года, будучи ведомым у капитана К. Кантакузино. Кантакузино и его ведомый адъютант Траян Дырджан настолько были заняты поисками сбитого "Фокке-Вульфа", что совершенно потеряли бдительность. Воспользовавшись беспечностью румынских пилотов, их атаковала пара Bf-109G-6 во главе с командиром I./JG53 хауптманом Хельмутом Липфертом. Первым был сбит Дырджан, при этом он стал жертвой Липферта, который когда-то был его инструктором и учил летать на "Мессершмитте". Дырджан был буквально изрешечен 13-мм пулями, и его самолет упал около румынских позиций.
Товарищи-авиаторы Т. Дарджана нашли среди его вещей следующую записку: «Где бы я ни пал в бою, в любой стране, я прошу своих товарищей взять мое безжизненное тело и похоронить его в моей родной деревне Сомешени, близ Клужа, чтобы быть ближе к моей матери». Выполняя его желание, товарищи по оружию перевезли его останки на самолете 29 февраля 1945 года в его родное село, где и похоронили на военном кладбище.

## Награды
- Золотой крест Ордена «Доблестный авиатор» с одной заколкой (6 октября 1944)
- Золотой крест Ордена «Доблестный авиатор» с второй заколкой (31 октября 1944)
- Рыцарь Ордена «Доблестный авиатор» (11 апреля 1945)